# شهرستان پولسکی ترامبش
شهرستان پولسکی ترامبش (به بلغاری: Polski Trambesh Municipality) یک شهرستان در بلغارستان است که در استان ولیکو تارنوو واقع شده‌است. شهرستان پولسکی ترامبش ۴۶۳٫۶۶ کیلومتر مربع مساحت و ۱۵٬۳۰۹ نفر جمعیت دارد.